# Пекошув (гмина)
Пекошув (пол. Piekoszów) — сельская гмина (волость) в Польше, входит как административная единица в Келецкий повет, Свентокшиское воеводство. Население — 15 249 человек (на 2006 год).

## Демография
| Перепись                       | Всего   | Всего | Женщины | Женщины | Мужчины | Мужчины |
| ------------------------------ | ------- | ----- | ------- | ------- | ------- | ------- |
| Единицы                        | человек | %     | человек | %       | человек | %       |
| Население                      | 15 061  | 100   | 7619    | 50,6    | 7442    | 49,4    |
| Плотность населения (чел./км²) | 147     | 147   | 74,3    | 74,3    | 72,6    | 72,6    |

## Соседние гмины
1. Гмина Хенцины
2. Кельце
3. Гмина Лопушно
4. Гмина Малогощ
5. Гмина Медзяна-Гура
6. Гмина Ситкувка-Новины
7. Гмина Стравчин